# Hibers Trench Cemetery
Le cimetière « Hibers Trench Cemetery » est un cimetière de la Première Guerre mondiale situé à Wancourt dans le département français du Pas-de-Calais.

## Sépultures
| Pays        | Sépultures |
| ----------- | ---------- |
| Royaume-Uni | 133        |
| Canada      | 3          |
| Total       | 136        |

## Pour approfondir